# Colonie svedesi

Bandiera dell'Impero svedese

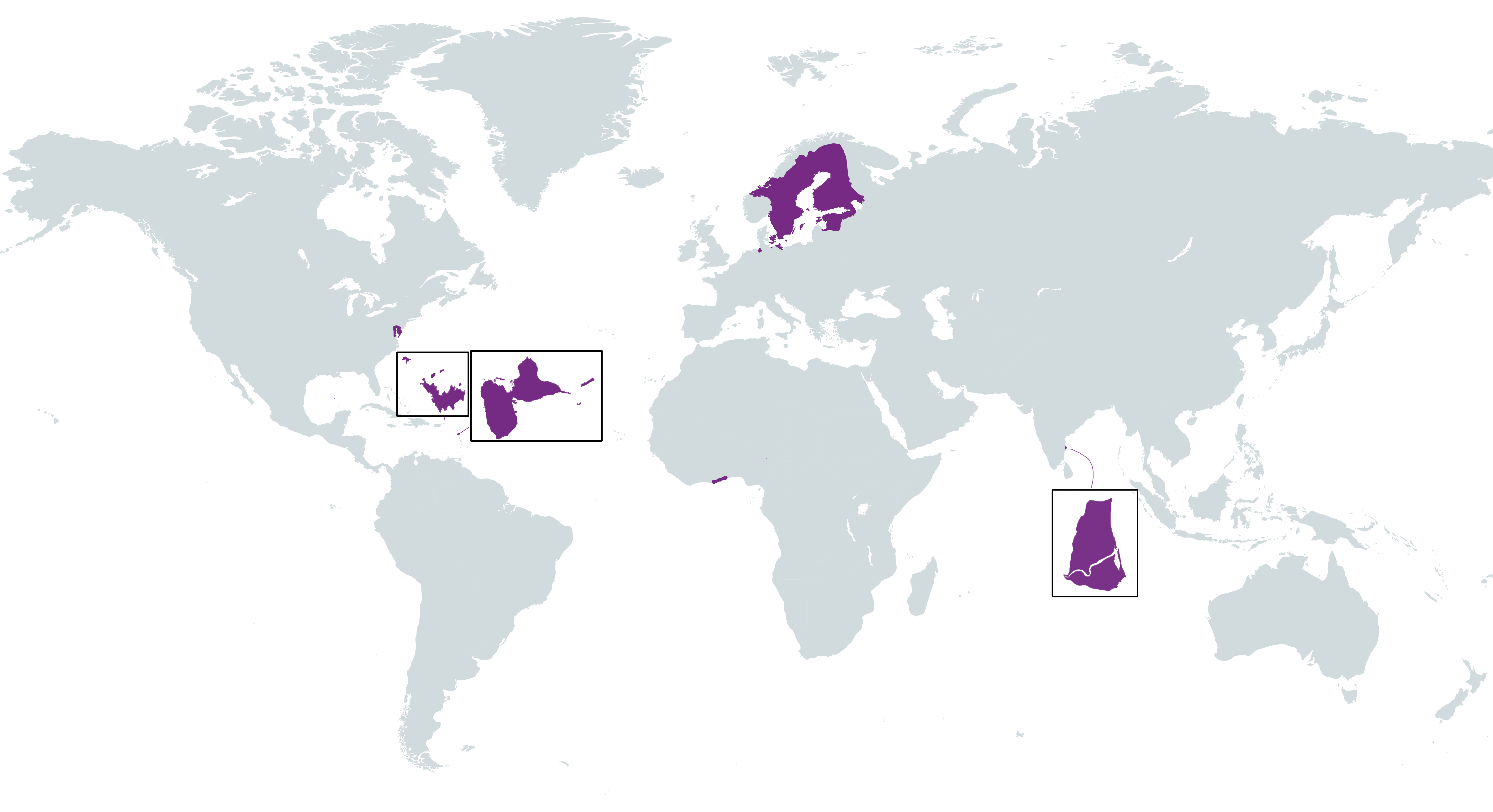
Mappa comprendente tutti i territori che sono stati colonie svedesi

Le colonie svedesi furono i territori d'oltremare dell'Impero svedese conquistati in diversi periodi storici. Comprendevano alcuni piccoli appezzamenti di terra sia sulla costa orientale nord americana, sia in golfo di Guinea, attuale Costa d'Avorio.

## Dal 1638 al 1663
- La Nuova Svezia, in America settentrionale (1638-1655), persa in favore delle Province Unite (Nuovi Paesi Bassi);
- La Costa d'Oro svedese, in Africa (1650-1663), persa in favore della Danimarca (Costa d'Oro danese).

## 1733
- Parangipettai in India (brevemente occupata nel 1733)

## Dal 1784 al 1878
- Sankt Barthélemy, nelle Antille (1785-1878), venduta alla Francia;
- Guadalupa, nelle Antille (1813-1814), restituita alla Francia.